# Is-en-Bassigny
Is-en-Bassigny is een gemeente in het Franse departement Haute-Marne (regio Grand Est) en telt 574 inwoners (2005). De plaats maakt deel uit van het arrondissement Chaumont.

## Geografie
De oppervlakte van Is-en-Bassigny bedraagt 19,1 km², de bevolkingsdichtheid is 30,1 inwoners per km².
De onderstaande kaart toont de ligging van Is-en-Bassigny met de belangrijkste infrastructuur en aangrenzende gemeenten.

## Demografie
Onderstaande figuur toont het verloop van het inwonertal (bron: INSEE-tellingen).